# Gemaal Vlotwatering
Het Gemaal Vlotwatering is een gemaal bij Ter Heijde, dat als boezemgemaal wordt gebruikt. Het gemaal werd in opdracht van het Hoogheemraadschap van Delfland gebouwd. Het boezemwater wordt rechtstreeks geloosd op de Noordzee. Bij oplevering had het gemaal een capaciteit van 90 m³/min; na uitbreiding in 2003 is de capaciteit vergroot tot 480 m³/min.
(niet compleet)
Polder · Gemaal · Hoogheemraadschap Delfland